# Цыганков, Василий Юрьевич
Василий Юрьевич Цыганков (13 января 1990) — российский ученый, специалист в области экологии, экологической токсикологии и биотехнологий. Ведущий научный сотрудник Тихоокеанского института географии ДВО РАН, профессор международной кафедры ЮНЕСКО "Морская экология" Дальневосточного федерального университета (ДВФУ). Доктор биологических наук, доцент.

## Биография

### Образование
В 2012 году он окончил Дальневосточный федеральный университет с присвоением квалификации «Эколог» по специальности «Экология».
В 2015 году освоил программу магистратуры по направлению «Продукты питания из растительного сырья» с присвоением квалификации «Магистр».
В 2016 году защитил кандидатскую диссертацию "Хлорорганические пестициды в тихоокеанских лососях, птицах и млекопитающих Берингова, Охотского морей" по специальности 03.02.08 – Экология (биологические науки) с присуждением ученой степени кандидата биологических наук.
В 2019 году присвоено ученое звание доцента по специальности «Аналитическая химия».
В 2022 году защитил докторскую диссертацию "Хлорорганические загрязняющие вещества в организмах рыб, морских млекопитающих и птиц северо-западной Пацифики и экологический риск для человека" по специальности 1.5.15. Экология (биологические науки) с присуждением ученой степени доктора биологических наук.